# Sima Lun
Sīmǎ Lún (chinesisch 司馬倫 / 司马伦, W.-G. Ssu-ma Lun, * vor 249; † 5. Juni 301 in Luoyang) war ein Prinz der chinesischen Jin-Dynastie und für kurze Zeit (3. Februar bis 30. Mai 301) Kaiser von China. Wegen seiner kurzen Regierungszeit wird er für gewöhnlich aus der Liste der Kaiser der Jin-Dynastie ausgelassen, gilt jedoch im Buch von Jin als Fallbeispiel eines skrupellosen Usurpators.

## Leben
Sima Lun war der jüngste Sohn des Strategen Sima Yi und seiner Konkubine Bai. Er wurde kurz vor dem Tod seines Vaters geboren und erhielt unter der Regentschaft seiner Brüder Sima Shi und Sima Zhao kleinere Adelstitel. Nachdem sein Neffe Sima Yan im Jahr 265 die Wei-Dynastie abgesetzt und sich zum Kaiser Wu von Jin ausgerufen hatte, verteilte er großzügig hohe Adelstitel in seiner Familie, um die Macht zu bündeln. Seinen Onkel Sima Lun ernannte er zum Prinzen von Langye. Sima Lun erwarb als Gouverneur und General seines Lehens keine herausragenden Verdienste. Stattdessen stand er häufig unter Anklage, wurde aber jedes Mal vom Kaiser freigesprochen.
Nach dem Tod Kaiser Wus war Sima Lun unter seinem Nachfolger Hui militärischer Oberbefehlshaber in den Provinzen Qin (heutiges Gansu) und Yong (heutiges Shaanxi). Sein schlechtes Regiment führte jedoch zu Aufständen der Di- und Qiang-Stämme unter dem Anführer Qi Wannian (齊萬年). Für das Versagen seines Vorgesetzten sollte sein Berater Sun Xiu (孫秀) hingerichtet werden, aber er zog mit Sima Lun in die Hauptstadt Luoyang, wo sie das Vertrauen der Kaiserin Jia Nanfeng erwarben. Sima Lun begehrte ein höheres Kommando, wurde aber von den kaiserlichen Beratern Zhang Hua und Pei Wei (裴頠) scharf zurechtgewiesen.
Im Jahr 299 setzte die Kaiserin aus Eifersucht den Kronprinzen Sima Yu ab und provozierte damit eine Verschwörung gegen sich. Sima Lun geriet zwischen die Fronten, und sein Berater Sun Xiu riet ihm, die Kaiserin zur Ermordung des Kronprinzen im Exil anzustiften. Nachdem sie im folgenden Jahr den Anschlag verübt hatte, nahm Sima Lun ihn zum Anlass, die Kaiserin festzunehmen und mitsamt ihrer Familie und ihren Anhängern hinzurichten.
Nach dem Tod der Kaiserin wurde Sima Lun Regent des geistesschwachen Kaisers Hui. Die Entscheidungen traf jedoch Sun Xiu, der deutlich höhere Führungsqualitäten als Sima Lun hatte. Er war es auch, der Sima Lun den Kaiser am 3. Februar 301 zur Abdankung zwingen ließ. Kaiser Hui wurde zum Taishang Huang (Kaiser im Ruhestand) ernannt und unter Hausarrest gestellt. Sima Lun rief sich zum Kaiser aus. Er ließ den Kronprinzen, Kaiser Huis Enkel Sima Zang (司馬臧), hinrichten.
Nach dem Umsturz war die Stimmung am Hof gegen Sima Lun. Um Anhänger zu gewinnen, vergab er zahlreiche Posten und Ehrentitel. Sun Xiu veröffentlichte zahlreiche Edikte (eine Aufgabe, die eigentlich nur vom Kaiser selbst wahrgenommen werden durfte). Besonders drei Prinzen waren Sima und Sun ein Dorn im Auge: Sima Jiong von Qi, Sima Ying von Chengdu und Sima Yong von Hejian. Sie hatten wichtige militärische Kommandos und stellten eine Bedrohung für die Zentralgewalt dar. Sun Xiu schickte darum seine engsten Vertrauten als Berater zu ihnen aus, um sie zu beobachten und zu beeinflussen. Sima Jiong wehrte sich jedoch gegen die Überwachung und wurde vom Prinzen Sima Ai von Changshan und Sima Xin (司馬歆), dem Fürsten von Xinye, unterstützt. Sima Yong schickte seinen General Zhang Fang (張方) nach Qi, um die Rebellen zu schlagen. Als er jedoch Nachricht von der Stärke ihrer Truppen erhielt, schlug er sich auf die Seite der Rebellen, deren Ziel es war, Kaiser Hui wieder einzusetzen.
Sima Lun hatte den Rebellen mit seinen Truppen wenig entgegenzusetzen und fiel bald in die Hände von Aufständischen in der Hauptstadt. Sie zwangen ihn, per Edikt Kaiser Hui wieder einzusetzen. Er wurde einige Tage später, am 8. Juni 301, zum Selbstmord mit dem Giftbecher gezwungen. Sein Berater Sun Xiu und alle seine Anhänger wurden hingerichtet, wie auch die vier Söhne von Sima Lun: der Kronprinz Sima Kua (司馬荂), der Prinz von Jingzhao Sima Fu (司馬馥), der Prinz von Guangping Sima Qian (司馬虔) und der Prinz von Bacheng Sima Xu (司馬詡).